# Saïd Chébili
Saïd Chébili (né le 6 mai 1973 à Tizi Ouzou en Algérie) est un athlète français, spécialiste des épreuves de demi-fond.

## Biographie
Il est sacré champion de France en salle du 3 000 mètres en 1997 et 1999.
Il participe aux championnats du monde 1997 et aux championnats du monde 2001 où il atteint les demi-finales du 1 500 m. Il se classe 11e du 3 000 m lors des championnats du monde en salle 1997, 7e du 1 500 m des championnats d'Europe en salle 2002 et deuxième du 1 500 m lors de la coupe d'Europe des nations en salle 2003.